# Муртазин, Владислав Львович
Владислав Львович Муртазин (род. 1963) — органист, народный артист Республики Башкортостан (2009).

## Биография
Владислав Львович Муртазин родился в 1963 году в Уфе. Окончил среднюю специальную музыкальную школу и Уфимский государственный институт искусств по классу фортепиано (педагог В.Монастырский).
После окончания института с 1986 по 1988 годы стажировался в Московской государственной консерватории по классу фортепиано (проф. Татьяна Николаева, класс органа проф. Наталия Гуреева).
С 1988 по 1992 годы работал солистом Башкирской государственной филармонии, преподавателем Уфимского государственного института искусств.
С 1992 по 2001 годы учился и работал в Европе; 1992—1999 — Швейцария: Консерватория г. Лозанны, виртуоз-класс (проф. К. Който, I премия в 1993 г.), Женевская консерватория, виртуоз-класс (проф. Ф. Делор, I премия в 1997 г.).
С 1998 по 2001 годы — учёба во Франции: Тулуза, консерватория, класс высшего исполнительского мастерства (проф. Т. Дюссо).
Во время учёбы и работы за рубежом Муртазин стажировался также у известных европейских мастеров: Л. Кремер, З. Сатмари, Ж. Гийу, А. Сакетти, Радулеску, М. Дэшоссе.
В. Муртазин — профессор в высшей музыкальной школы «Институт Рибопьер»; титулярный органист в протестантской церкви, преподаватель консерватории г. Тулузы. Гастроли: Москва, Вильнюс, Таллин, Красноярск, Швейцария, Франция, Италия, Япония и др.
Муртазин В. Л. — заслуженный артист РБ, народный артист РБ (2009), доцент Уфимского государственного института искусств имени Загира Исмагилова.
Владислав Львович Муртазин — первый в истории Башкортостана органист, работает в Башкирской государственной филармонии им. Х. Ахметова. В репертуаре артиста сочинения западно-европейских композиторов: И. С. Баха, О. Линдберга, К. М. Вебера, И. Брамса, С. Франка, Л. Боэльманна, Д. Каччини, Ж. Массне.
Семья В. Муртазина: мать Муртазина, Миляуша Галеевна , 1926 г.р., Певица (сопрано) и педагог. Профессор УГИИ, Заслуженный деятель искусств БАССР. Две дочери.

## Награды
Лауреат Всероссийского конкурса пианистов (1985 г.), конкурса органистов (1989 г.).